# Federazione di pallamano della Germania
La Federazione di pallamano della Germania (ted.: Deutscher Handballbund) è l'ente che governa la pallamano in Germania.

È stata fondata nel 1949 ed è affiliata alla International Handball Federation e alla European Handball Federation.

La federazione assegna ogni anno il titolo di campione di Germania e le coppe nazionali sia maschili sia femminili.

Controlla e organizza l'attività delle squadre nazionali.

La sede amministrativa della federazione è a Dortmund.

## Presidenti
| Anno             | Presidente           |
| ---------------- | -------------------- |
| 1949 → 1955      | Willi Daume          |
| 1955 → 1966      | Ernst Feick          |
| 1966 → 1972      | Otto Seeber          |
| 1972 → 1989      | Bernhard Thiele      |
| 1989 → 1993      | Hans-Jürgen Hinrichs |
| 1993 → 1998      | Bernd Steinhauser    |
| 1998 → 2013      | Ulrich Strombach     |
| 2013 → 2015      | Bernhard Bauer       |
| 2015 → in carica | Andreas Michelmann   |

## Squadre nazionali
La federazione controlla e gestisce tutte le attività delle squadre nazionali tedesche.
- Nazionale di pallamano maschile della Germania
- Nazionale di pallamano femminile della Germania

## Competizioni per club
La federazione annualmente organizza e gestisce le principali competizioni per club del paese.
- Campionato tedesco di pallamano maschile
- Campionato tedesco di pallamano Femminile
- Coppa di Germania di pallamano maschile
- Coppa di Germania di pallamano femminile
- Supercoppa di Germania di pallamano maschile
- Supercoppa di Germania di pallamano femminile